# Pur

Pur-flodens läge i förhållande till Taz-flodens avrinningsområde. Obviken överst till vänster.

Pur (ryska: Пур) är en flod i Jamalo-Nentsien i Ryssland. Floden har en längd av 1024 kilometer och avvattnar ett område på 120 000 kvadratkilometer i den nordöstra delen av Västsibiriska slätten. Pur mynnar ut i Tazviken, några få kilometer väster om utloppet till Taz-floden. 
Inom avrinningsområdet till Pur ligger Urengoj-fältet och Gubkin-fältet med fynd av naturgas respektive olja och naturgas. Urengoj-fältet är ett av världens rikaste gasfält och utgör huvudkällan för Rysslands gasexport till Centraleuropa. Staden Novij Urengoj (Nya Urengoj) med 10 4107 invånare 2010 är centrum för naturgasverksamheten och Jamalo-Nentsiens största stad.